# Promesa
Promesa – przyrzeczenie, obietnica dokonania określonej czynności lub spełnienia określonego świadczenia, a także zobowiązanie organu państwowego do wydania decyzji po dopełnieniu przez zainteresowanego odpowiednich formalności. Jest to jednocześnie nazwa dokumentu zawierającego takie przyrzeczenie.
Możliwość udzielenia promesy regulowała m.in. ustawa o swobodzie działalności gospodarczej, która w art. 60 ust. 1 stanowiła, że:

przedsiębiorca, który zamierza podjąć działalność gospodarczą wymagającą uzyskania koncesji, może ubiegać się o przyrzeczenie wydania koncesji, zwane dalej promesą. W promesie uzależnia się udzielenie koncesji od spełnienia warunków wykonywania działalności gospodarczej wymagającej uzyskania koncesji.